# إدارة التغيير
إدارة التغيير هو مصطلح يستعمل في مجالين هما إدارة التغيير في العمل أو إدارة التغيير في المشاريع. في مجال إدارة التغيير في العمل فهو نهج يتبع لتحويل أو انتقال الفرد، فريق عمل، أو منظمة من حالة راهنة إلى حالة مستقبلية منشودة. إنها عملية تنظيمية تهدف إلى مساعدة أصحاب المصلحة لقبول وبالتالي تبني التغييرات في بيئة الأعمال الخاصة بهم 
. أما في بعض مجال إدارة المشاريع، فترمز إدارة التغيير إلى عملية معالجة التغييرات التي قد تحدث خلال عملية المشروع وكيفية موافقة الأطراف المعنية على هذه التغييرات.
يعتبر إدارة التغيير جزء مهم من أي مشروع. حيث يجب التحقق من التغييرات وإدارتها للتأكد من أنها تقع ضمن نطاق المشروع وإبلاغها لجميع أصحاب المصلحة إذا تمت الموافقة عليها. يجب أيضًا إبلاغ عملية تقديم التغييرات ومراجعتها والموافقة عليها إلى جميع أصحاب المصلحة من أجل تحديد التوقعات بشكل صحيح. إذا سُمح بتقديم التغييرات أو تم تنفيذها بطريقة غير منظمة، فمن المؤكد أن هذا سيؤدي إلى فشل أي مشروع، لذا يجب أن تتضمن جميع المشاريع خطة إدارة التغيير كجزء من خطة المشروع الشاملة.
تم إعداد خطة إدارة التغيير لمشروع خدمات المخزون (IS) من أجل تحديد التوقعات حول كيفية إدارة نهج التغييرات، وما الذي يحدد التغيير والغرض من مجلس مراقبة التغيير ودوره وعملية إدارة التغيير الشاملة . يُتوقع من جميع أصحاب المصلحة تقديم أو طلب تغييرات على مشروع IS وفقًا لخطة إدارة التغيير هذه وستتبع جميع الطلبات والتقديمات العملية المفصلة هنا.

## إدارة التغيير في العمل
يعرف كوتر إدارة التغيير كمنهج الاستفادة من البنى والأدوات الأساسية للسيطرة والتحكم على أي جهد في التغيير التنظيمي. هدف إدارة التغيير هو تحقيق أقصى قدر من المنافع للمؤسسة والتقليل من آثار التغيير على العمال وتجنب الانحرافات عن المسار.
التغيير في العمل يؤثر بشكل مباشر على جميع الإدارات من الموظف الصغير إلى أعلى مستويات الإدارة. فأي تطور، مثل التسويق عبر وسائل الاعلام الاجتماعية أو استعمال تطبيقات الهواتف الذكية، تفرض على الشركة بأكملها تعلم كيفية التعامل مع هذه التغييرات بشكل فعال. فالتغير يحدث بسرعة في العالم المتنامي اليوم أكثر من أي وقت مضى. أساسيات استراجيات التغيير هو تحديد انسجام توقعات الجماعات، تحديد فعالية وسائط التواصل، دمج فرق العمل وتنظيم عمليات التدريب. كما تعتمد على مقاييس الإداء، مثل النتائج المالية والكفاءة التشغيلية والتزام القادة وفعالية وسائط الاتصالات، لتحديد وتصميم الاستراتجيات المناسبة لنجاح التغيير وتجنب فشل التغيير أو لايجاد حل مناسب لأي اضطراب في التنفيذ.

### أمثلة على التغيير في العمل
1. تغيير في مهمة الشركة.
2. تغيير في الاستراتيجيات.
3. تغيير في النظم التشغيلية بما في ذلك تغييرات في المسؤوليات والروبط بين المسؤولين والموظفين.
4. تغيير في التكنولوجية.
5. تغيير في المواقف والسلوكيات للأفراد.

## إدارة التغيير في المشاريع
- إدارة التغيير في المشاريع

## تطبيقاته
مصطلح إدارة التغيير يطبق في العديد من المجالات منها:
- الهندسة أي إدارة التغيير في المجلات الهندسية، والتي يمكن ملاحظتها في التطبيقات الهندسية وفي الادارات الهندسية.
- الحوسبة أي إدارة التغيير في مجالات الكمبيوتر وخدماتها وإدارة خدمات تقنية المعلومات.
- البشرية أي إدارة التغيير بالنسبة للتعاملات مع الناس وهو اتباع نهج منظم لتغيير في الأفراد والعمل الجماعي بين الافراد والمنظمات والمجتمعات.
- الصحة، ويقصد بها الرعاية الصحية السليمة وتطويرها بالتتغير المنظم.
- الوثائق، وهي العملية المنهجية لإدارة التغييرات في الوثائق الرسمية والقانونية.

## أنواع التغيير
هناك ثلاثة أنواع للتغيير:
- أولاً: التغيير الانسيابي: وهو تغيير بسيط ومحدود لا يتم فيه تبديل مسار الإجراء، وإنما يتم التعديل والتغيير في كيفية القيام بالمهمة.
- ثانياً: التغيير بالدمج: و أكثر تقدما من التغيير الانسيابي والذي يحدث من خلال دمج الإجراءات بعضها مع بعض، بحيث تتغّير طريقة تأدية العديد من المهام والواجبات.
- ثالثاً: التغيير المتقدم جدا للتحول الشامل: والتي يقوم فريق العمل فيها بتدوين جميع الإجراءات ومراجعتها على طاولة العمل ومعرفة نتيجة كل إجراء، فتلغى الإجراءات التي لا فائدة منها، ويتم دمج بعضها مع بعض تماما، ويتم إنشاء إجراءات جديدة لما جد من خدمات.